# Pseudoarcte maurus
Pseudoarcte maurus là một loài bướm đêm trong họ Noctuidae.